# Onze-Lieve-Vrouw-Hemelvaartkerk (Philippine)
De Onze-Lieve-Vrouw-Hemelvaartkerk is een rooms-katholiek kerkgebouw te Philippine, gelegen aan Philipsplein 10.

## Geschiedenis
Philippine kende een kerkgebouw aan de Gentsebreedstraat 1, gebouwd in 1862 naar ontwerp van P. Soffers. Deze werd in 1924 vervangen door een nieuw gebouw aan het Philipsplein, dat ontworpen werd door Hubert van Groenendael. De kerk aan de Gentsebreedstraat werd sindsdien gebruikt als patronaatsgebouw, waartoe de toren in 1929 werd verlaagd, en uiteindelijk kwam er een supermarkt in. De kerk aan het Philipsplein werd in 1944 door oorlogsgeweld verwoest.

## Huidige kerk
Een nieuwe kerk verrees in 1954 naar ontwerp van Alphons Siebers en Wilhelm van Dael in de trant van de Bossche School. Het betreft een bakstenen koepelkerk met elementen erin die refereren aan de basilicastijl. Het gebouw heeft een aangebouwde, vierkante klokkentoren.
Het ruime interieur wordt gekenmerkt door schoon metselwerk. In 1955 werd in de apsis een schildering aangebracht door Egbert Dekkers, die de tenhemelopneming van Maria verbeeldt. Ook de twee voorgaande kerken komen daar in beeld. Niel Steenbergen verzorgde veel beeldhouw- en houtsnijwerk en meubilair, zoals de preekstoel.
De kerk werd in 2007 opgenomen op de Lijst-Plasterk van wederopbouwarchitectuur en in 2009 geklasseerd als rijksmonument.
Op 24 november 2024 is in deze kerk de laatste kerkdienst gehouden.

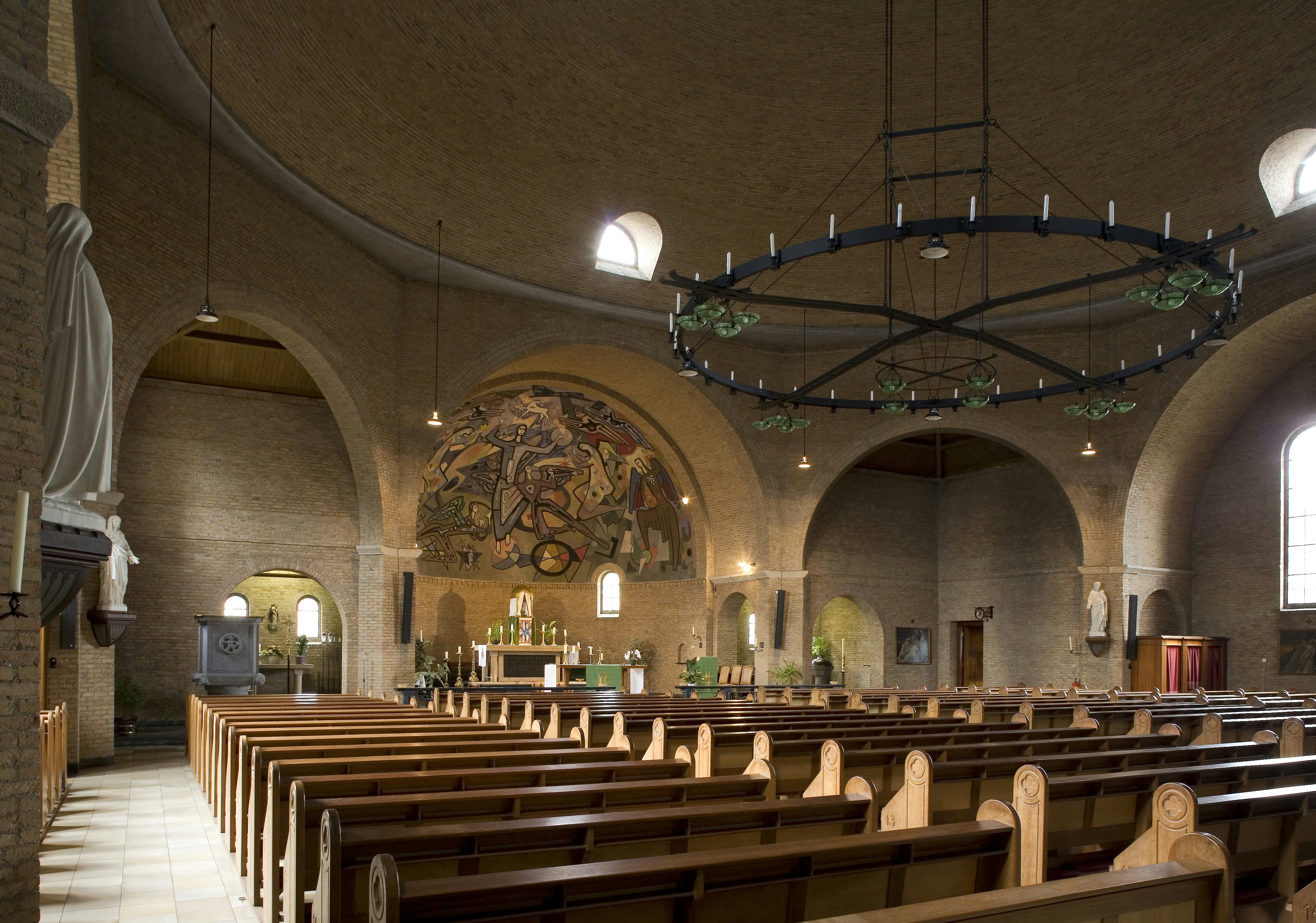
Interieur
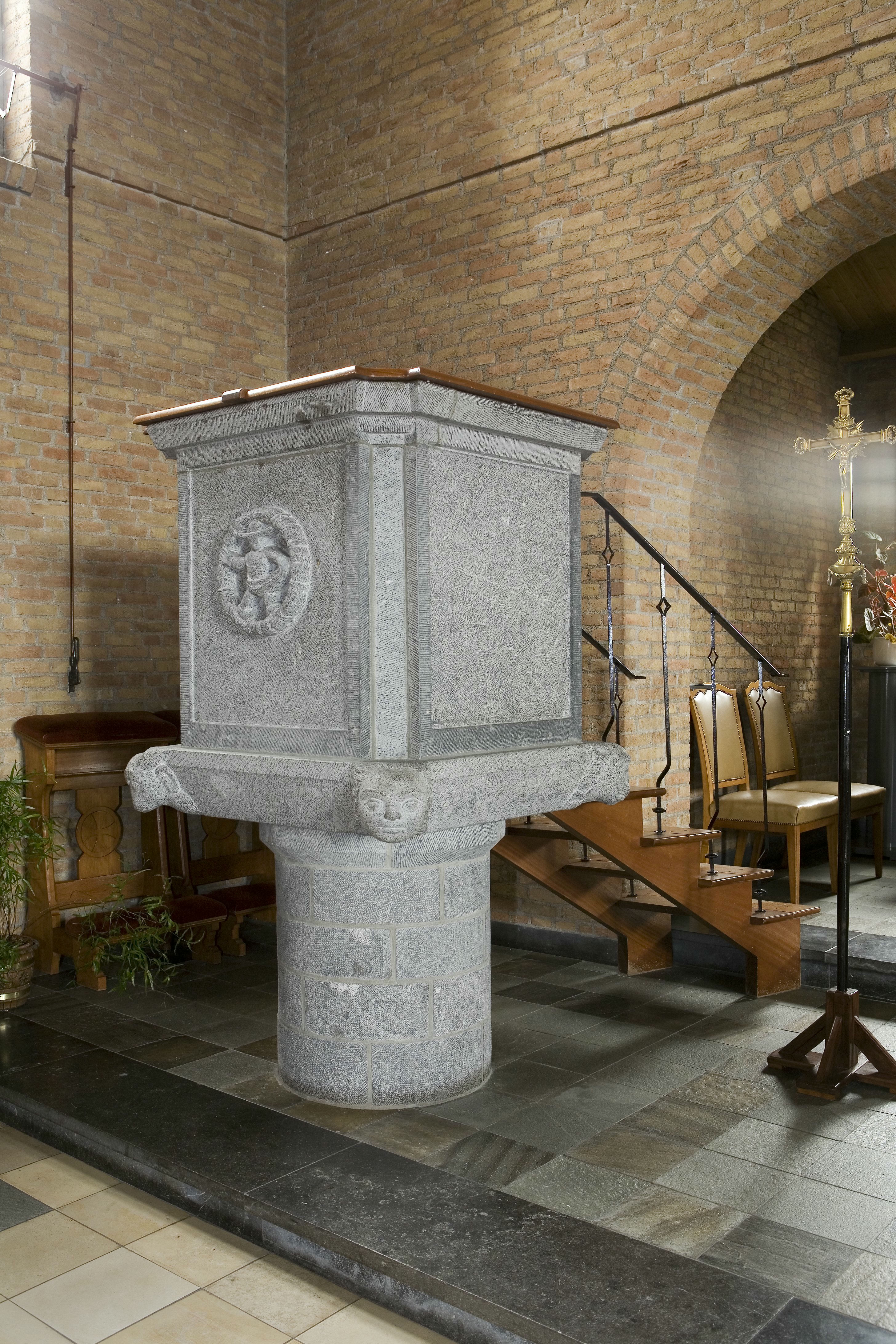
Preekstoel
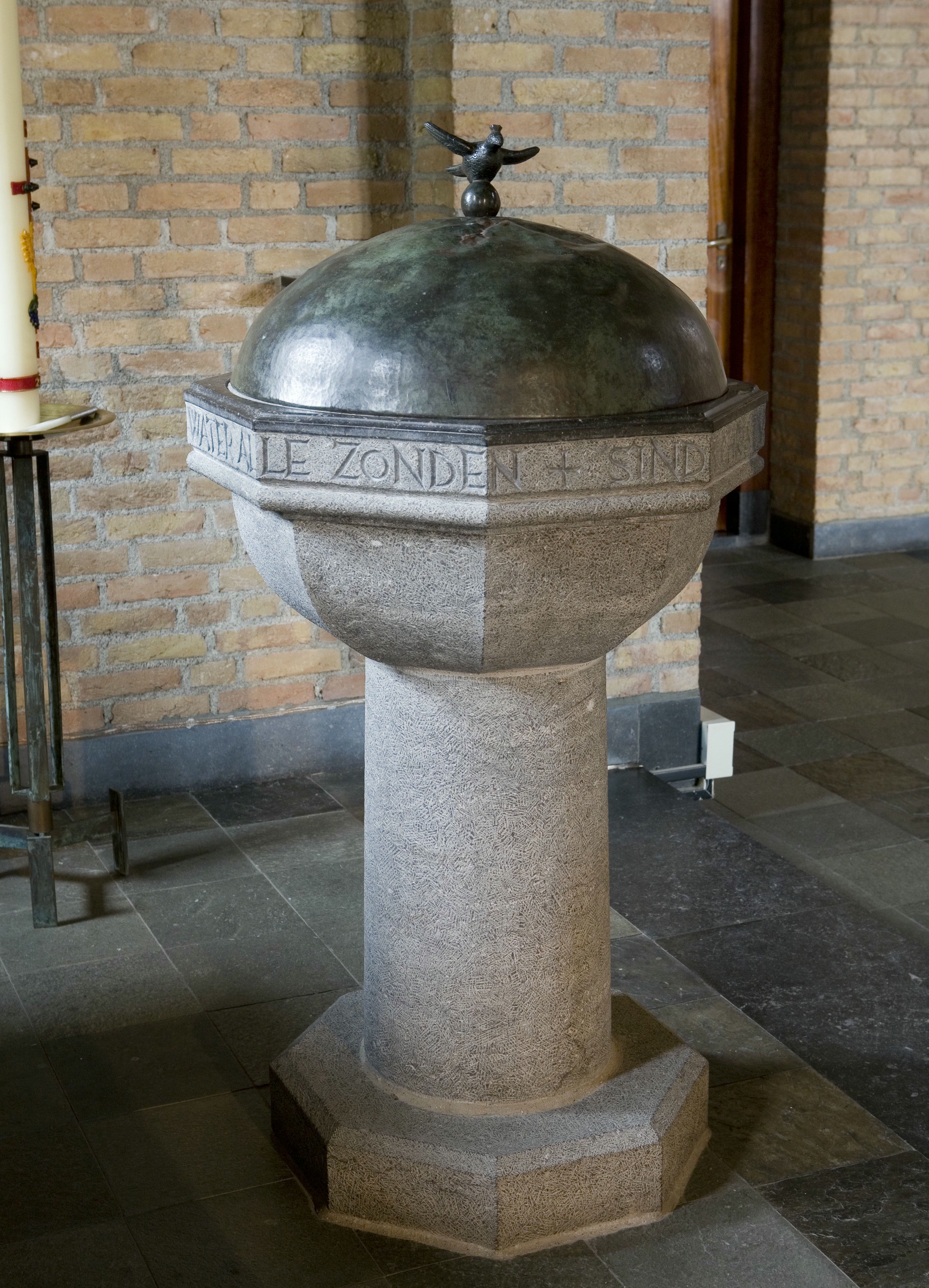
Doopvont
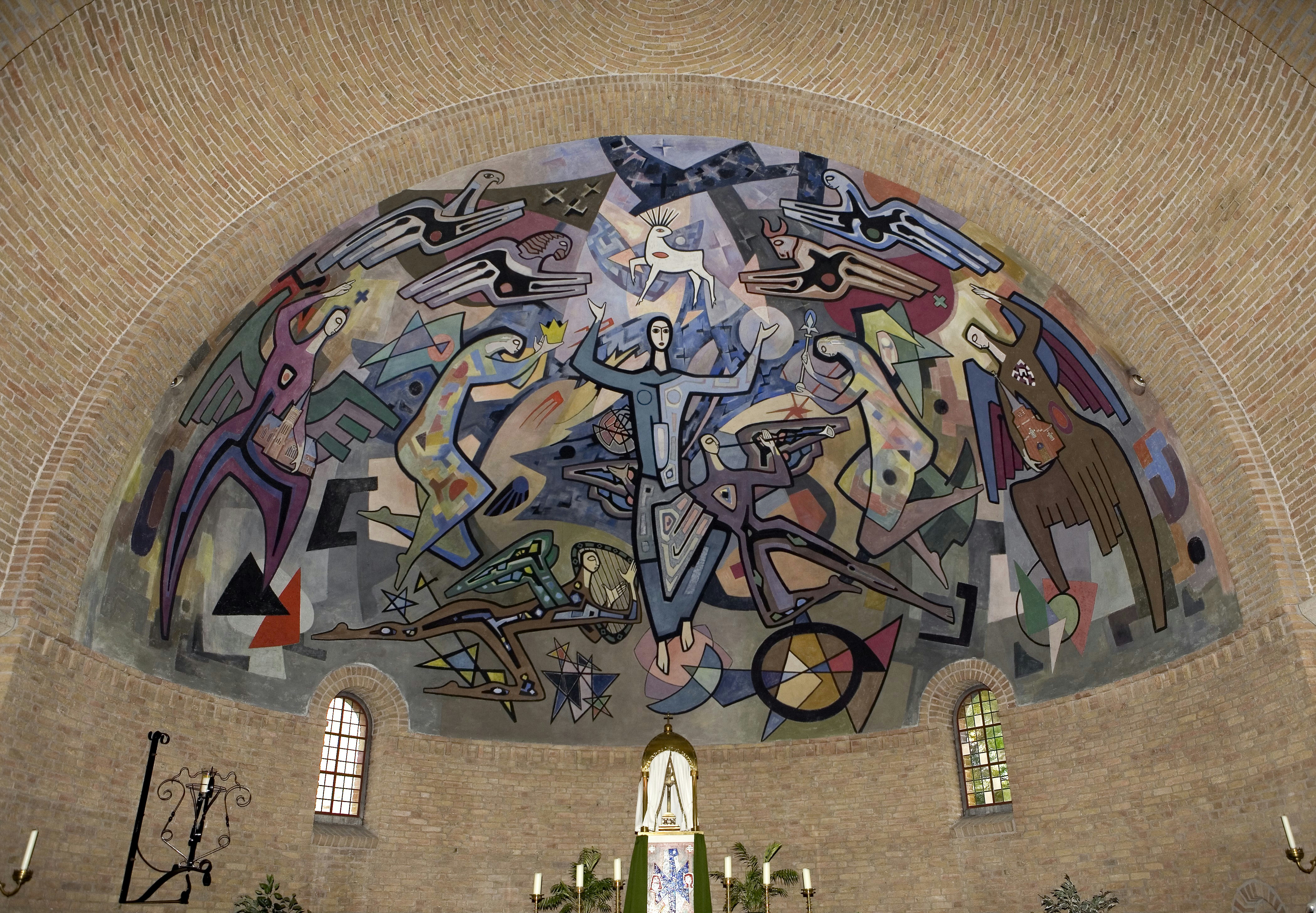
Schildering in de apsis